# Città del Turkmenistan

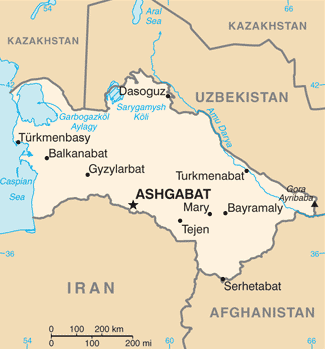
Mappa del Turkmenistan

Lista di città del Turkmenistan, nazione dell'Asia.

## Lista
Lista di città con oltre 15.000 abitanti:
- Abadan
- Akdepe
- Anau
- Atamurat
- Aşgabat
- Baharly
- Balkanabat
- Baýramaly
- Bereket
- Boldumsaz
- Daşoguz
- Farap
- Gazojak
- Gubadag
- Gumdag
- Guliston
- Gurbansoltan Eje
- Gökdepe
- Hazar
- Kaká
- Konye-Urgench
- Mary
- Murgap
- Saýat
- Serdar
- Serhetabat
- Seýdi
- Görogly
- Tejen
- Türkmenabat
- Türkmenbaşy
- Ýolöten